# Grit Lemke
Grit Lemke (* 1965 in Spremberg in der Niederlausitz) ist eine deutsche Autorin und Regisseurin.

## Leben und Werk
Lemke wuchs in Hoyerswerda in einer Familie mit sorbischen Wurzeln auf. In der Familie wurde kein Sorbisch gesprochen, Lemke lernte die Sprache später. Nach einer Baufacharbeiterlehre und Arbeit im Theater- und Kulturbereich studierte sie an der Universität Leipzig Kulturwissenschaft, Ethnologie und Literaturwissenschaft. Später promovierte sie als Stipendiatin der Hans-Böckler-Stiftung in Europäischer Ethnologie an der Humboldt-Universität zu Berlin. Aus der dafür geleisteten Feldforschung entstanden der Kurzfilm Künftig zünftig und das Buch Wir waren hier, wir waren dort. Zur Kulturgeschichte des modernen Gesellenwanderns. 
Seit 1991 arbeitete sie als freie Journalistin, Autorin und Kuratorin. Von 1991 bis 2017 war sie in verschiedenen Funktionen für das Internationale Leipziger Festival für Dokumentar- und Animationsfilm DOK Leipzig tätig, zuletzt als Leiterin des Filmprogramms. Seit 1998 arbeitete sie auch für das FilmFestival Cottbus und leitete dort bis 2022 die deutsch-sorbische Sektion Heimat | Domownja | Domizna. Dem sorbischen Filmschaffen widmete sie sich in verschiedenen Projekten, u. a. einer Initiative zum sorbischen Filmerbe und dem jährlich stattfindenden Serbska filmowa zyma – Sorbischer Filmwinter. Sie kuratierte zahlreiche Filmreihen im In- und Ausland, u. a. bei DOK Leipzig, der Akademie der Künste Berlin, goEast Festival des mittel- und osteuropäischen Films Wiesbaden und für Goethe-Institute und Festivals weltweit (u. a. Polen, China, Neuseeland, Russland, Frankreich, Großbritannien). An verschiedenen Hochschulen und Instituten hatte Lemke Lehraufträge für Visuelle Anthropologie, Dokumentarfilm sowie Kuratieren inne, wirkte als Mentorin und Tutorin in Trainingsprogrammen mit und arbeitet als Beraterin für Dramaturgie und Auswertungsstrategien. Daneben publizierte sie zum Dokumentarfilm, u. a. 2019 Unter hohen Himmeln. Das Universum Volker Koepp.
Nach der Mitarbeit an Dokumentarfilmen und -serien in verschiedenen Funktionen führte sie 2019 Regie in dem abendfüllenden Dokumentarfilm Gundermann Revier, der 2020 für den Grimme-Preis nominiert wurde. 2021 erschien im Suhrkamp Verlag ihr dokumentarischer Roman Kinder von Hoy. Freiheit, Glück und Terror, der zum Bestseller in FOCUS, stern und Börsenblatt sowie zum SPIEGEL-Bestseller wurde. Dafür wurde sie mit dem Hans-Fallada-Preis geehrt. 2023 hatte ihr abendfüllender Kinodokumentarfilm Bei uns heißt sie Hanka / Pla nas gronje jej Hanka / Pola nas rěka wona Hanka Premiere.
Sie lebt in Berlin und Hoyerswerda.

## Gremienarbeit
Seit 2019 arbeitet Grit Lemke als Mitglied des Filmfestivalbeirats der Stadt Wien. Sie ist Mitgründerin der Initiative Festivalarbeit gerecht gestalten/Gruppe Festivalarbeit in ver.di und von Łužyca-Film. Sorbisch-deutsches Netzwerk Lausitzer Filmschaffender. Darüber hinaus ist sie Mitglied der AG DOK und des Kulturfabrik Hoyerswerda e. V.

## Filme (Auswahl)
Regie
- Bei uns heißt sie Hanka / Pla nas gronje jej Hanka / Pola nas rěka wona Hanka (2023)
- Gundermann Revier (2019)
- Slide (1996)
- Künftig zünftig (1994)

Drehbuch
- Lenes und die Geister des Waldes (2020), Ko-Autorin, Regie: Dieter Schumann
- Serbski son – sich sorbisch trauen (2002), Ko-Autorin, Regie: Edmund Ballhaus

Dramaturgie
- Lost in Face (2020), Regie: Valentin Riedl
- The war on my Phone (2018), Regie: Elke Sasse

Recherche
- Lebt wohl, Genossen (2012), Regie: Andrei Nekrasov, Dokumentarische TV-Serie

## Bücher
- Unter hohen Himmeln. Das Universum Volker Koepp. Bertz + Fischer, Berlin 2019, ISBN 978-3-86505-416-6.
- Wir waren hier, wir waren dort. Zur Kulturgeschichte des modernen Gesellenwanderns. Papyrossa, Köln 2002, zugleich Dissertation Berlin 1999, ISBN 978-3-89438-247-6.
- Kinder von Hoy. Freiheit, Glück und Terror. Suhrkamp, Berlin 2021, ISBN 978-3-518-47172-2.
  - Hörspiel mit Gabriela Maria Schmeide, MDR Kultur, 2022, ARD Audiothek
- als Hrsg. (mit Andy Räder): Sorbische Filmlandschaften. Serbske filmowe krajiny. Bertz + Fischer, Schriftenreihe der DEFA-Stiftung, Berlin 2024, ISBN 978-3-86505-424-1.